# Pfarrkirche Furth bei Göttweig

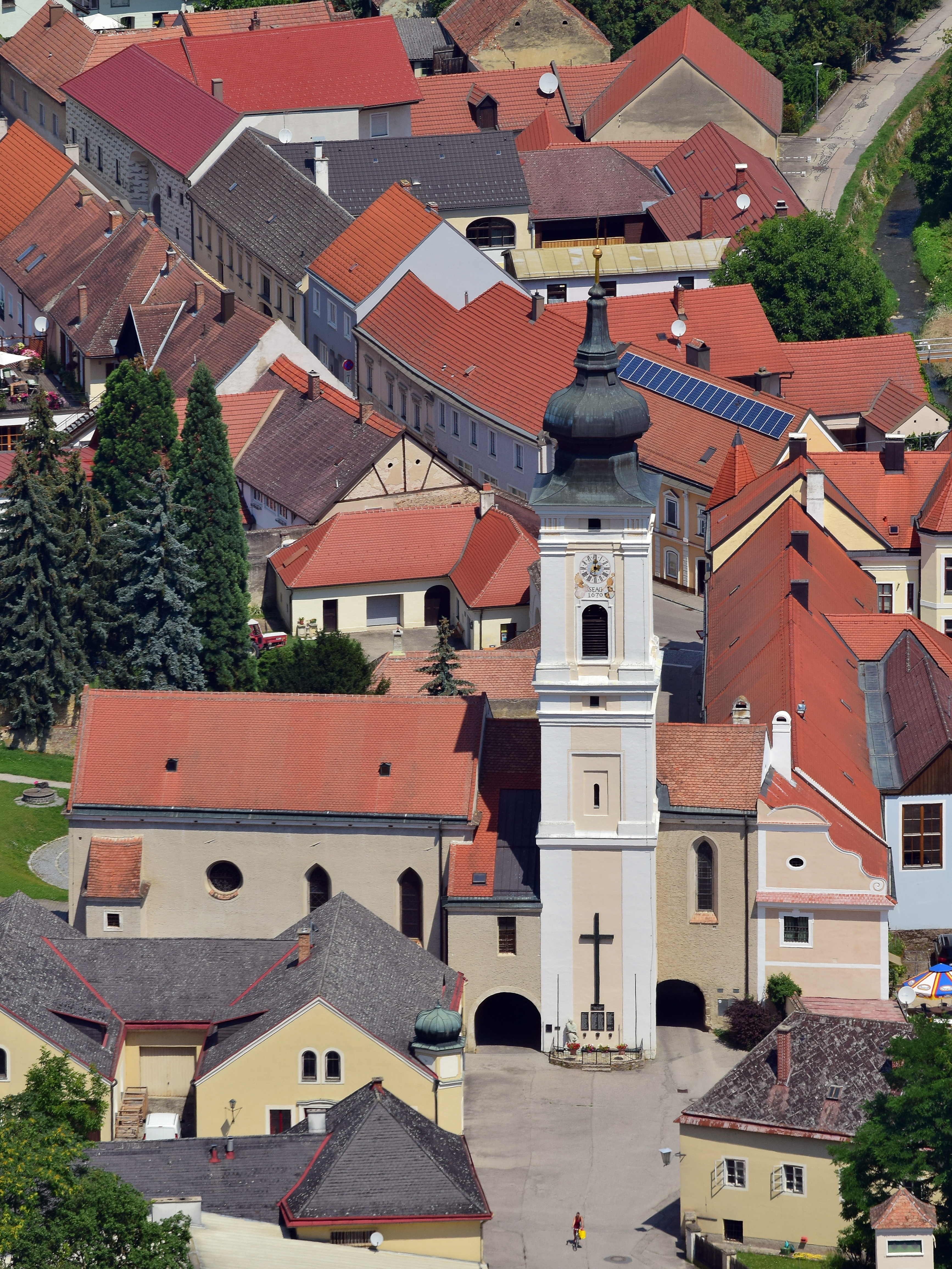
Pfarrkirche hl. Wolfgang in Furth bei Göttweig

Die Pfarrkirche Furth bei Göttweig steht im Ort der Marktgemeinde Furth bei Göttweig im Bezirk Krems-Land in Niederösterreich. Die auf das Patrozinium Wolfgang von Regensburg geweihte römisch-katholische Pfarrkirche ist dem Stift Göttweig inkorporiert und gehört zum Dekanat Göttweig in der Diözese St. Pölten. Die Kirche steht unter Denkmalschutz (Listeneintrag).

## Geschichte
Der Bau der ersten Kapelle und die Gründung einer Sebastiansbruderschaft erfolgte in der ersten Hälfte des 15. Jahrhunderts. Der spätgotische Chor aus der Mitte des 15. Jahrhunderts ist erhalten. Das frühbarocke Langhaus und der barocke Kirchturm wurden von 1614 bis 1618 nach den Plänen von Francisco de Silva im Auftrag der Sebastiansbruderschaft erbaut. Die Kirche wurde 1784 zur Pfarrkirche erhoben. 1963/1964 fand eine Innenrestaurierung statt. Das Kriegerdenkmal südlich der Kirche mit der Statuengruppe Mutter mit Kindern wurde 1967 vom Göttweiger Berg hierher übertragen.

## Architektur

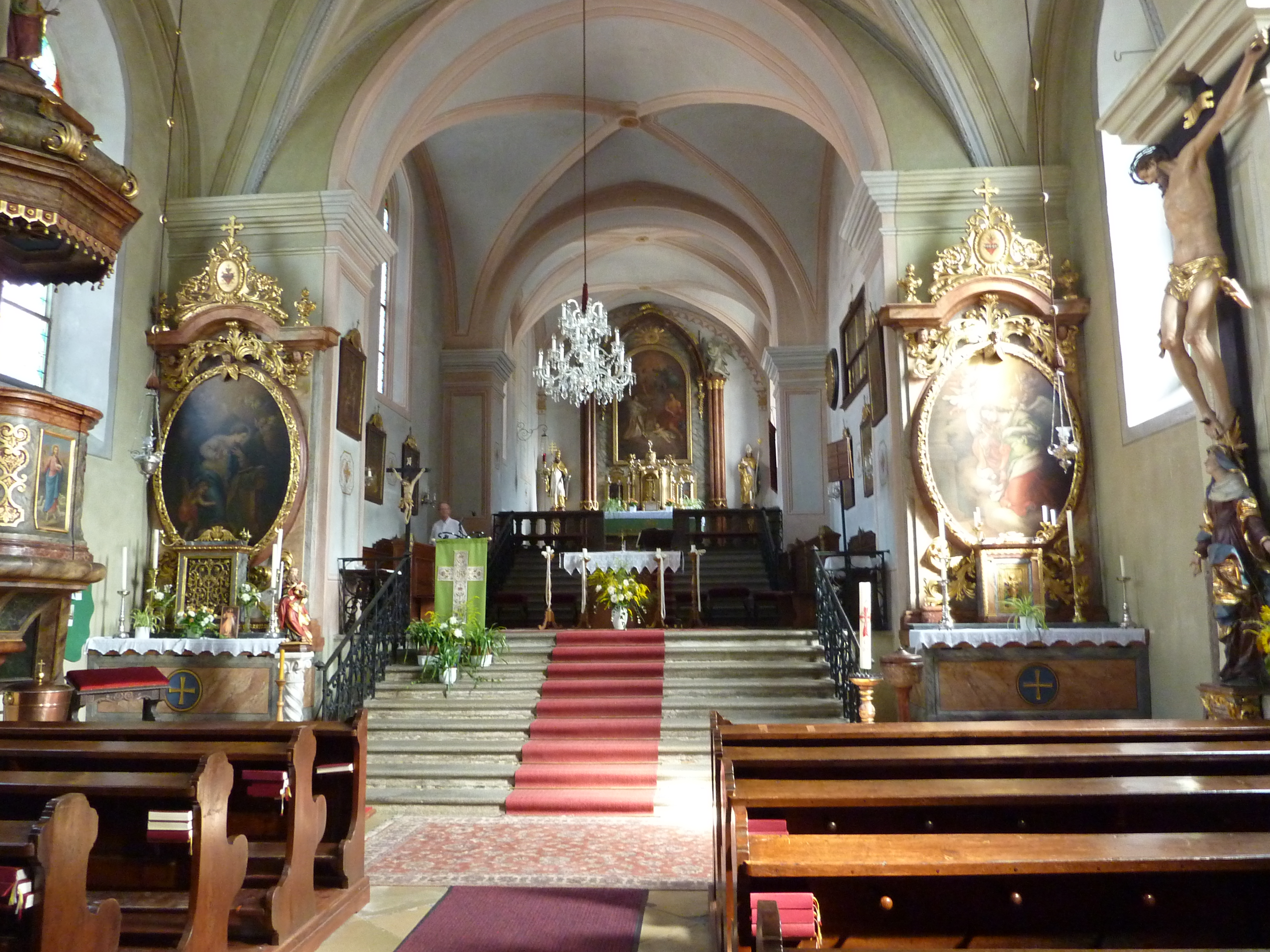
Das Innere der Pfarrkirche

Die Pfarrkirche ist baulich mit der Volksschule und dem Meierhof verbunden. An das wuchtige ungegliederte Langhaus schließt der rechteckige Chor über zwei Straßendurchfahrten an. Das Langhaus unter einem Satteldach hat Spitzbogenfenster und bei der westlichen Giebelwand ein Portal und ein Rundfenster. Das architravierte Nordportal zeigt die Jahresangabe 1614. Südseitig ist ein zweigeschoßiges Oratorium angebaut. Der eingezogene rechteckige Chor mit einem zum Langhaus etwas niedrigeren First zeigt eine Putzritzquadrierung. Zwischen den zwei Straßendurchfahrten unter dem Chor steht südseitig der ab 1618 errichtete dreigeschoßige Turm mit einem Glockengeschoß mit Pilaster- und Gebälkgliederung und drei Uhren mit Wappen und der Jahresangabe 1670. Der Zwiebelhelm entstand 1719 nach einem Entwurf von Johann Lucas von Hildebrandt. Im Osten steht ein nach 1800 errichteter zweigeschoßiger Sakristeianbau unter einem Pultdach mit einem südseitigen Volutenblendgiebel.
Das barocke vierjochige Langhaus unter einer Stichkappentonne auf kräftigen Wandpfeilern mit Gebälk hat eine dreibogige, kreuzgratunterwölbte Westempore auf zwei Pfeilern. Der spätgotische Chor wurde 1727 mit zwei Treppen mit je neun Stufen auf zwei erhöhte Ebenen aufgeteilt.
Die ornamentale Glasmalerei stammt aus dem Jahr 1903. Die Wandmalerei der Kirche entstand 1950 in barocken Formen.

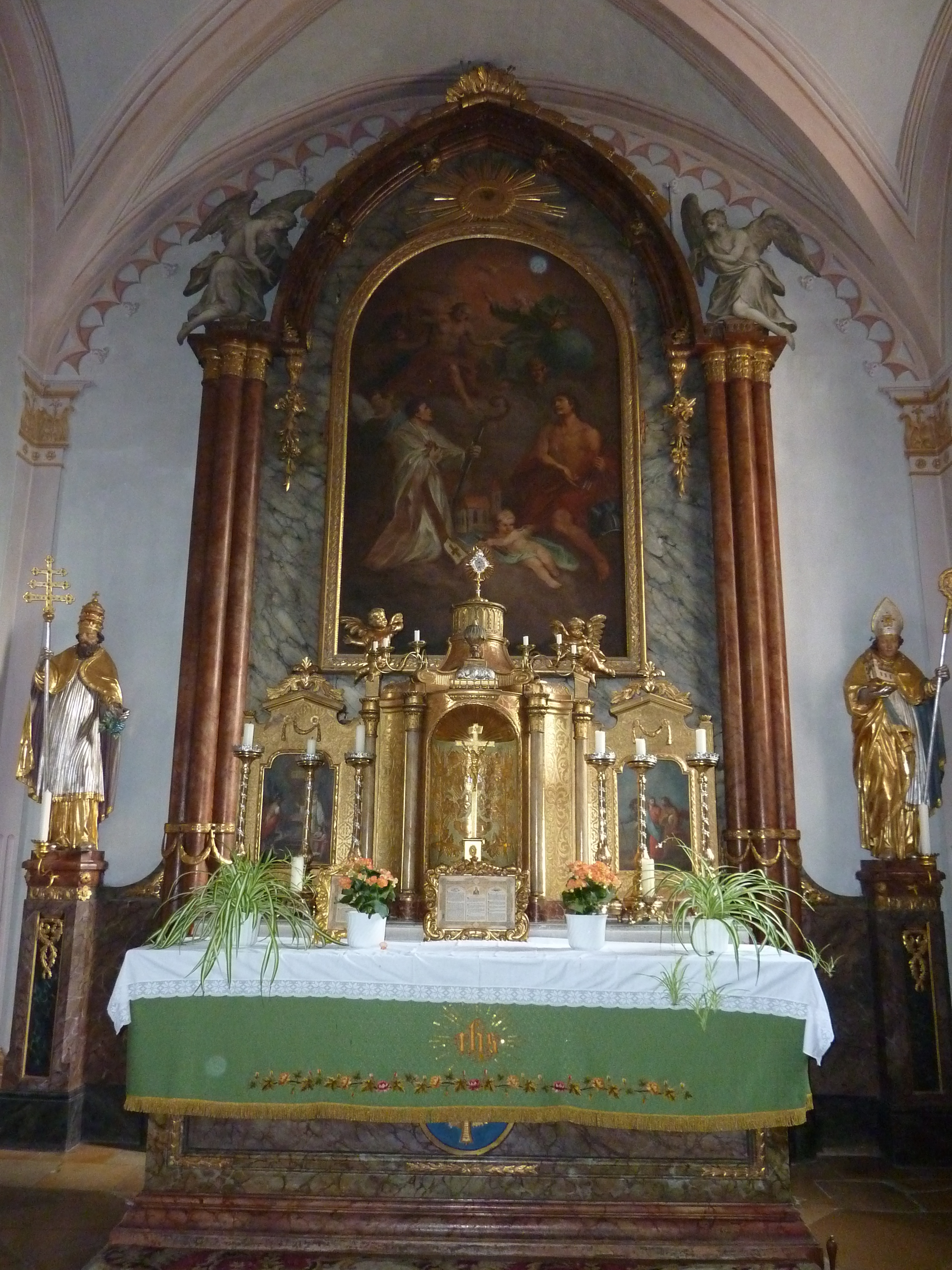
Hochaltar hl. Wolfgang und hl. Sebastian unter Dreifaltigkeit, Leopold Mitterhofer (1799)

## Ausstattung
Der Hochaltar aus 1799 vom Architekt und Bildhauer Franz Staudinger mit einer Brettmalerei in Grisaille von Leopold Mitterhofer wurde bereits 1810 umgebaut und zeigt das Altarblatt der Heiligen Wolfgang und Sebastian unter der Dreifaltigkeit von Leopold Mitterhofer (1799) und trägt die spätbarocken Statuen Urban und Wolfgang aus dem letzten Viertel des 18. Jahrhunderts. Der freistehende Altartisch mit einem Tabernakelaufbau entstand ab 1786 mit Franz Staudinger und zeigt integrierte Bilder Abraham vor Melchisedek, Christus in Emmaus von Andreas Rudroff (1812).
Die Orgel in einem barocken Gehäuse baute Gregor Hradetzky (1972). Eine Glocke goss die Firma Fielgrader/Hofbauer (1801).